# Jüdischer Friedhof (Kolinec)
Koordinaten: 49° 17′ 52,5″ N, 13° 26′ 36″ O

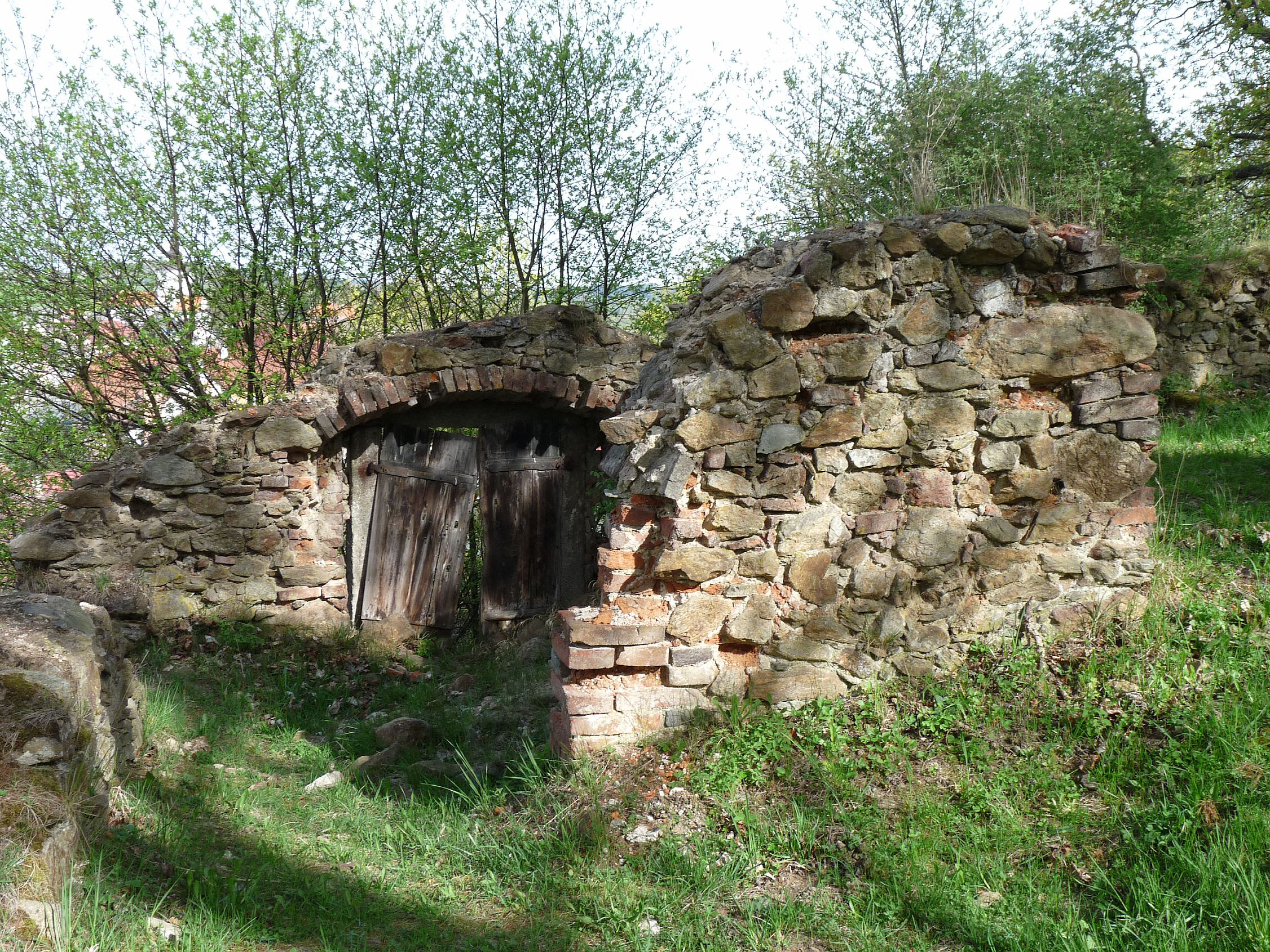
Eingang zum jüdischen Friedhof in Kolinec

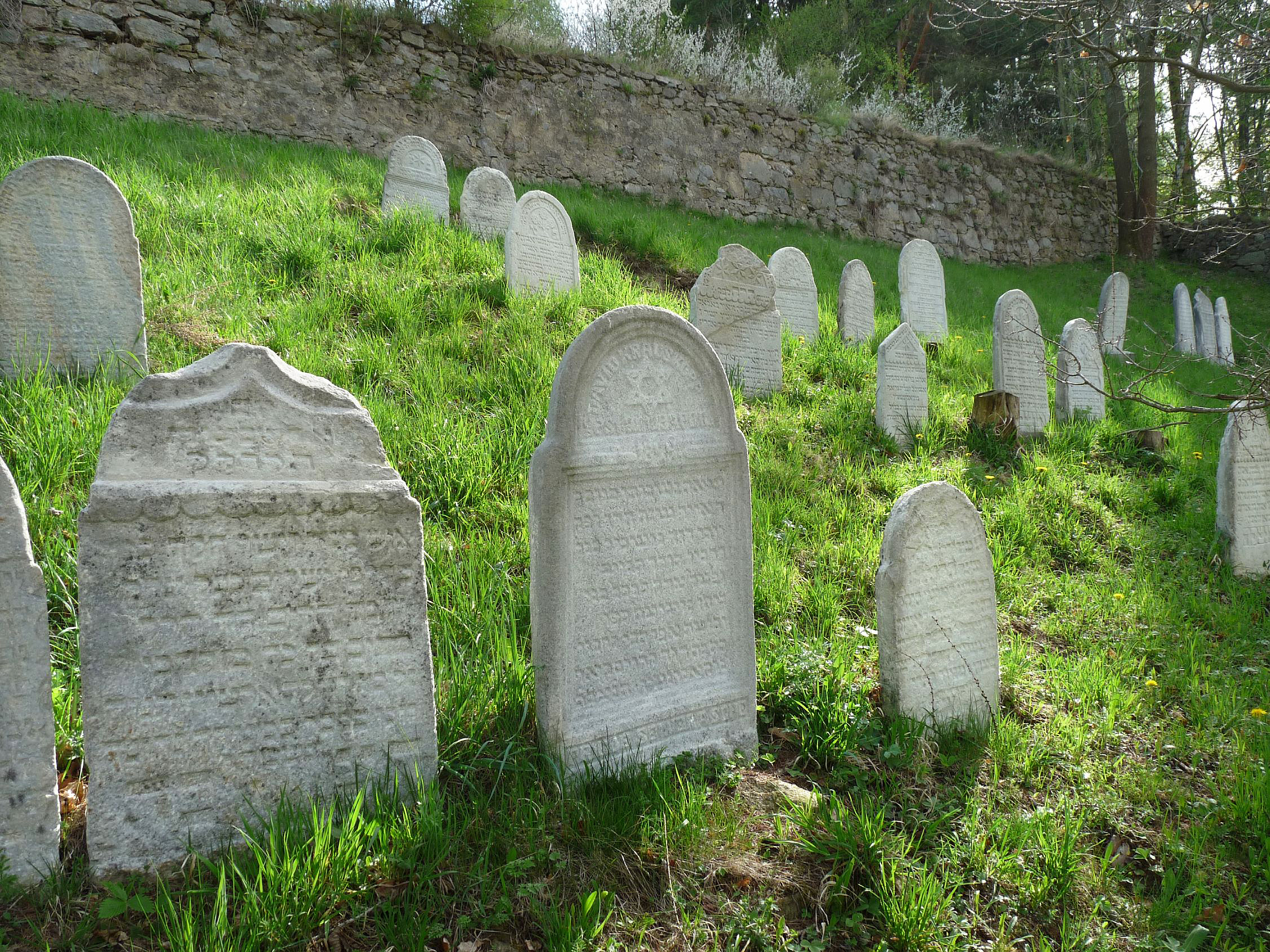
Ansicht

Der Jüdische Friedhof in Kolinec (deutsch Kolinetz, auch Kollinetz), einer Stadt im Okres Klatovy in Tschechien, wurde 1871 angelegt. Der jüdische Friedhof ist seit 1988 ein geschütztes Kulturdenkmal.
Auf dem Friedhof sind noch etwa 130 Grabsteine vorhanden.